# Arktos (Kentaur)

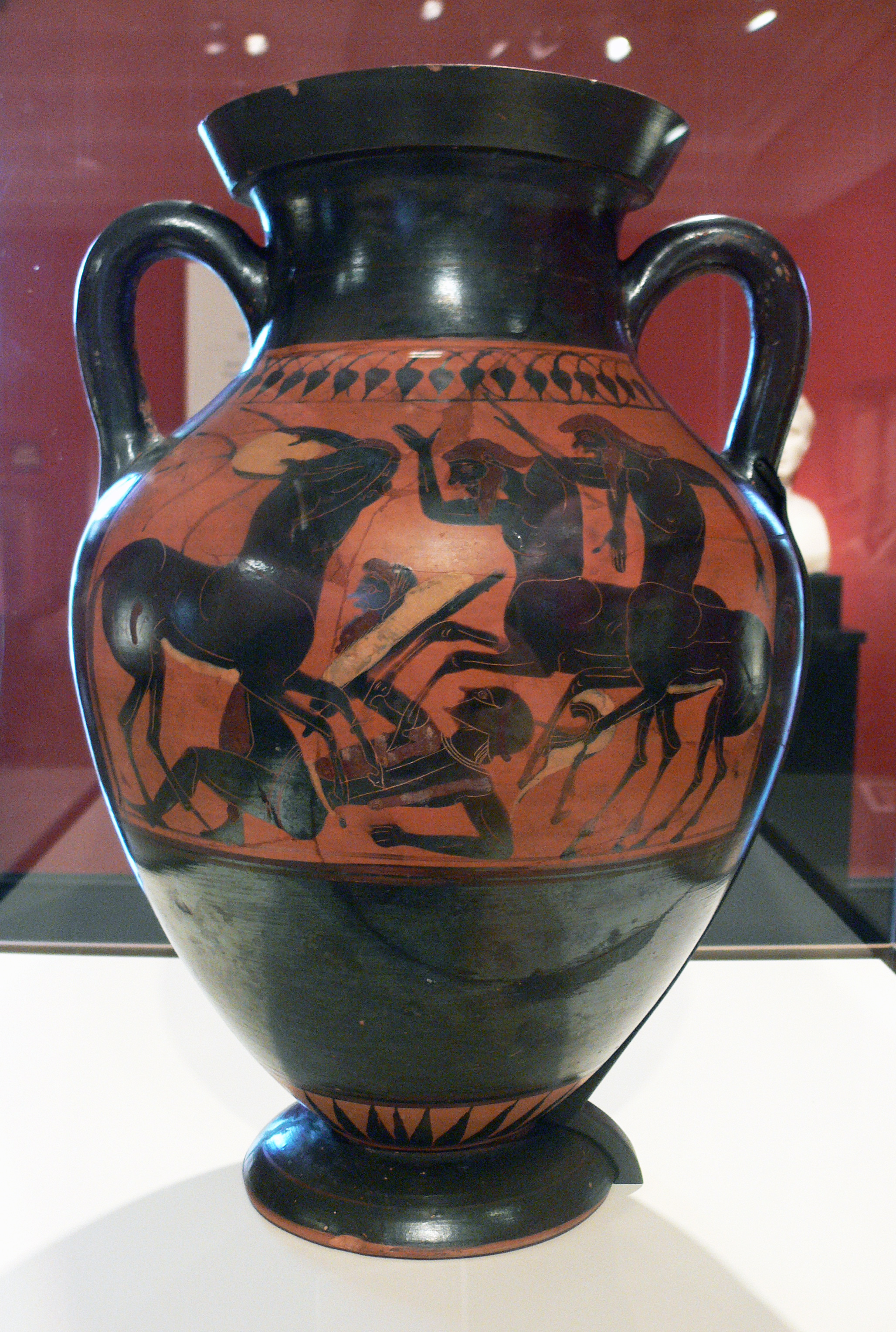
Schaukelmaler, 6. Jh. v. Chr.: Lapithe am Boden, Kentauren über ihm.

Arktos ist ein Kentaur der griechischen Mythologie. Er kämpft in der Kentauromachie gegen die Lapithen. Einzige Quelle ist Hesiods Epyllion Der Schild des Herakles.

## Name
„Auf Wildheit, Grausamkeit und rohen Charakter beziehen sich ... zum Teil von wilden Tieren entlehnte Namen.“ Dazu gehört auch unser Arktos, griechisch Ἄρκτος, Árktos, der Bär; lateinisch und deutsch auch Árktus, Árctus. Dieser Kentaurenname, Arktos-Bär, symbolisiert nicht mehr herabstürzende Gebirgsbäche, sondern wilde und grausame Halbmenschen. Ihr „tierischer“ und „primitiver“ Charakter wird von den späteren antiken Autoren breit ausgemalt, so dass ihre „tierische Roheit ... geradezu sprichwörtlich geworden“ ist. Die Übertragung des Namens auf einen Kentauren ist wohl eine Erfindung Hesiods, kein nachfolgender Autor griff ihn auf. Es ist fraglich, ob er namentlich identisch mit dem von Herakles erlegten Kentauren Ἅγχιος, Ánchios ist. Möglicherweise ist der identisch mit dem Akrios auf der Françoisvase, siehe Bild.

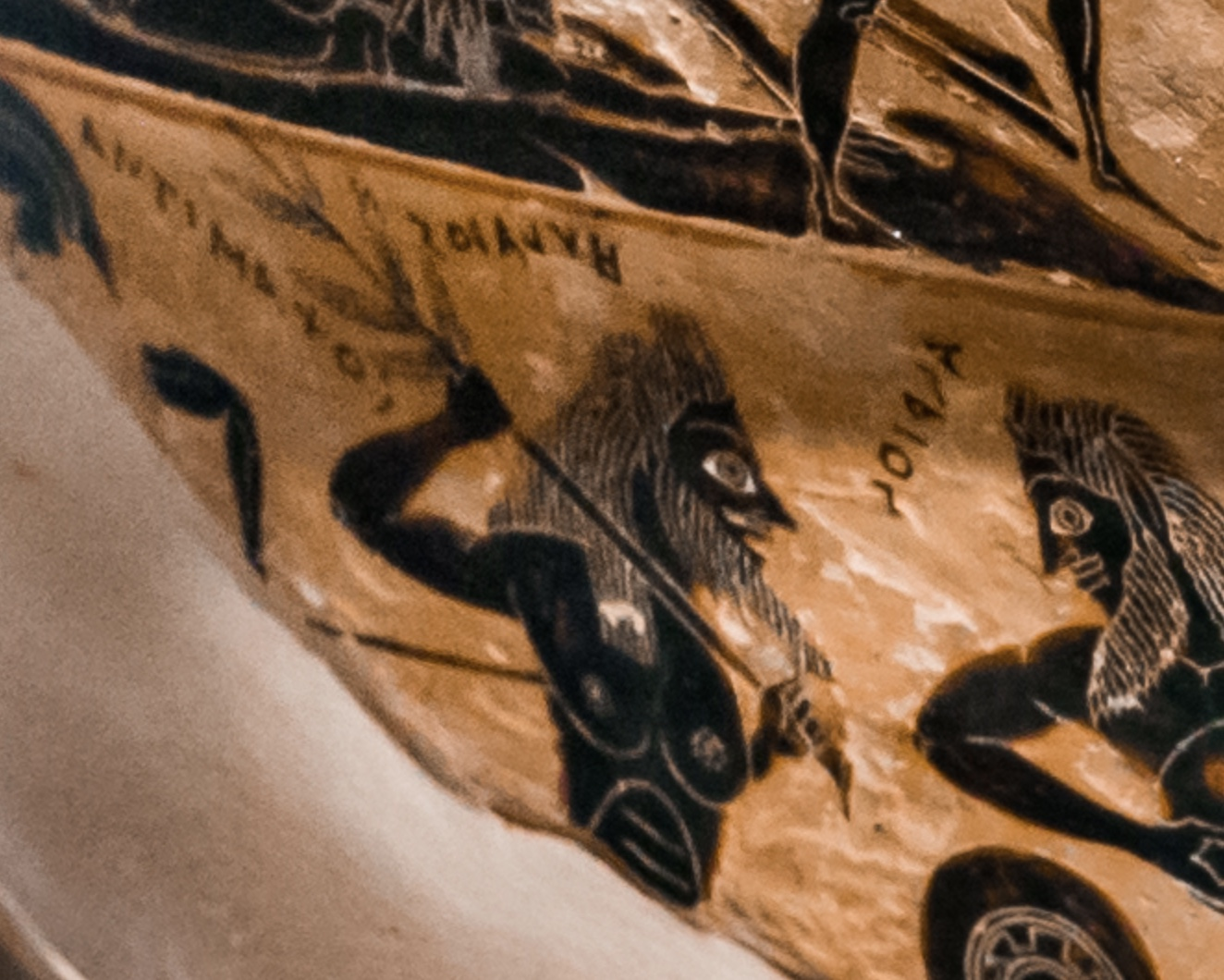
Françoisvase, 6. Jh. v. Chr., rechts spiegelverkehrt: Akrios ≈ Arktis?

## Mythos
Hesiod beschreibt die Darstellung der Kentauromachie, der Schlacht der Lapithen gegen die Kentauren, auf dem Schild des Herakles. Es ist das dritte Feld der acht des Schildes, das er wie auch bei den anderen mit den Worten „drauf war ferner“, ἐν δ᾽ ἦν, einleitet. Der Text ist klar gegliedert, die erste Zeile (178) setzt das Thema, „die Schlacht der Lapithen“, darauf die acht Lapithen mit Theseus (179–183), dann die sieben Kentauren  (184–188), darunter unser Arktos (186), und zum Schluss das Aufeinanderprallen der Gegner (189–190): 
„Drauf (auf dem Schild) war ferner die Schlacht der speergewohnten Lapithen, 

um Peirithoos her, und den herrschenden Dryas und Käneus,

180 Prolochos auch, und Hopleus, Exadios auch und Faleros,

auch um des Ampyx Mopsos, den titaresischen (aus Titaressa) Kämpfer,

Theseus auch, den Ägeiden, an Kraft den Unsterblichen ähnlich: 

Silbern sie selbst, um den Leib mit goldenen Waffen gerüstet.

Gegen sie zog der Kentauren versammelte Menge von dorther

185 um den großen Peträos, und Asbolos, kundig der Vögel,

Arktos, Oureios zugleich, und den finsterlockigen Mimas,

auch um die zween Peukeiden (Fichtenschleuderer), den Dryalos und Perimedes:

Silbern sie selbst, und Tannen von Gold in den Händen bewegend.

Alle gesamt nun stürmten, wie Lebende (so echt das Bild), gegen einander,

190 lange Speer’ und Tannen in schrecklicher Näh’ ausstreckend.“
Die Figuren sind vom Schmied in Silber, die Waffen in Gold ausgeführt. Hesiod interessiert sich weniger für den Kampf, mehr für die namentlich aufgezählten Anführer, um die sich die „Menge“ schart. Einer von ihnen ist Arktos, der zusammen mit seinen Genossen den Kampf gegen die Lapithen anführt. Diese werden zwar in der Aufzählung durch „τέ, te, und, auch“ einzeln voneinander abgesetzt, aber auch eng aneinandergekettet und sind deshalb zusammen zu betrachten.
Arktos, der Bär, steht ohne Epitheton an dritter Stelle, einzig der Name hebt ihn aus der Menge heraus und passt zu den „finsterlockigen“ Genossen. Die Kentauren kämpfen mit „primitiven“ Waffen, mit Tannen und Fichten, gegen die „speergewohnten“ Lapithen, die zudem noch in der Überzahl sind. Hesiod „schilderte ... die Lapithen, indem er sie mit eigentlichen Waffen in den Streit gehen ließ, als gebildeter und aufgeklärter als die Kentauren, die noch, der ganz rohen Natur getreu, mit unbehauenen Baumstämmen fochten.“

## Quelle
- Hesiod: Der Schild des Herakles, Vers 178–190.
- Johann David Hartmann: Hesiod’s Schild des Herakles, Verlage der Meyerschen Buchhandlung, Lemgo 1794, griechisch und deutsch im Versmaß, mit Erläuterungen, books.google.de.
- Johann Heinrich Voß: Hesiod’s Werke, Haas’sche Buchhandlung, Wien 1818, Seite 107–108, deutsch im Versmaß, projekt-gutenberg.org.